# Mandø
Pour les articles homonymes, voir Mando (homonymie) et Mano.
Mandø (ou Manø) est une île danoise de la mer des Wadden. 
L'île a une superficie de 7,63 km² et 62 habitants. Mandø peut être rejointe par bus à marée basse.
Mandø appartient techniquement à l'archipel Hallig, bien que loin des îles allemandes généralement définies dans cette limite.